# Kostel (Buzet)
Kostel, Kosmati grad, Petrapilosa, Kaštel, Kosmati Kaštel, Kosmati Koštel, Pietra Pelosa, Petrepiloza, Ruvin, Petra Pilosa, Kostel Petrapilosa (tal. Pietrapelosa, lat. Petrapilosa, nje. Rauenstein, Wollenstein) utvrda u Hrvatskoj.

## Ime
Lokalci ga nazivaju Kostel. Talijanski naziv Petra Pilosa i Petrapoilose znači "dlakavi kamen". Dolazi od toga što su zidovi kaštela najvećim dijelom zbog velike vlage gotovo uvijek bili obrasli mahovinom koja je mijenjala boje i tako stoljećima. Otuda je ime Kosmati Kostel, što je izravni prijevod lat., tal. i djelimice njemačkog naziva. U novije vrijeme među autorima se širi hibridni naziv Kostel Petrapilosa.

## Zemljopisni položaj
Nalazi se na visokoj hridi na 119 metara nadmorske visine, ponad rječice Bračane, kilometar i pol sjeverno od ušća u Mirnu. Najbliža naselja su Žonti i Mali Mlun. Dvorac je u buzetskoj općini, blizu granice s općinom Oprtaljem. Do njega se dolazi s lokalne ceste 50027, s koje se skreće na manji asfaltni put i dalje makadamom. 

## Povijest
Lokalitet je bio mjesto ljudskog boravka još u pretpovijesti. Iz brončanog i željeznog doba nađeni su ulomci keramike te nalaz ostave željeznoga oružja datiran oko 600. pr. Kr. U brončanom dobu u ove su se krajeve doselili Iliri koji su na vrhovima brežuljaka podizali naselja ograđena zidovima. Danas se samo sa sjeverne strane prepoznaje terase gradinskoga naselja, dok je ostatak prapovijesnog naselja nestao s gradnjom kaštela. Rimljani ovdje vladaju od 177. do 476. godine. U starom vijeku Rimljani su na hridi podignuli utvrdu. Iz rimskog vremena su nalazi žarnih grobova s prilozima na okolnim poljima. Tada je bio vojna postaja castrum, koji su Rimljani u kasnoj antici gradili radi obrane graničnih područja antičkih kolonija. Slični castrumi po Istri su Bale – Vallis, Vodnjan – Attignanum, Sipar – Siparis, Roč – Rotium, Mutvoran – Monte Mariani. Castrume kasne antike karakterizira preuzimanje modela s graničnih i vojnoobrambenih područja, zbog porasta opće nesigurnosti nastale unutarnjom i vanjskom krizom Rimskoga Carstva. Vjerojatno je to preneseno i na Istru. Tadašnji castrumi bili su i vojni i civilni objekt, jer su u isto vrijeme bili utočištem lokalnoga stanovništva i izbjeglica iz drugih krajeva. Možda je bio dio Claustra Alpium Iuliarum, sustava utvrda, prepreka i komunikacija između Julijskih Alpa i Jadranskoga mora koji se protezao od Foruma Iulii (Cividale) do Tergesta (Trsta) te od Emone (Ljubljana) do Tarsatice (Rijeka), izgrađen radi zaštite prilaza sjevernoj Italiji iz Panonske nizine, iz koje su nadirali narodi tijekom seoba od 3. do 7. st. Sustav je počeo graditi Marko Aurelije a u sustav utvrda povezan je u 4. stoljeću. Nakon Rimljana ovdje vladaju Bizantinci.
Takva su znanstvena prepostavljanja da se Kostel Petrapilosa bila, da se nalazi na mjestu histarske gradine odnosno bizantske utvrde. Ipak, dosadašnja arheološka istraživanja nisu do kraja potvrdila tu tezu.
Malo se znade o Kosmatom gradu u vremenu infeudacije od 8. do konca 11. stoljeća. Većina istarskih castruma u srednjem vijeku postali su gradovi, a dio se razvio u srednjovjekovne kaštele. 
Zna se pouzdano da su Franci zagospodarili Istrom koncem 8. stoljeća i s njima dolazi feudalni sustav. Da bi zaštitili svoje posjede podigli su gradove – utvrde čiji su gospodari postale njemačke obitelji. Otada su ostale poznate ruševine, pored Kostela i ruševine Črnoga Grada i Beloga Grada iznad Ročkoga Polja. Pretpostavlja se da je srednjovjekovna utvrda tj. grad podignut na ruševinama pretpovijesne gradine (kaštelira). Prvi spomen u vrelima je pod nazivom Ruin (ruševina), kada ga je u 10. stoljeću patrijarh Rodoald darovao porečkoj biskupiji. Darovnica je iz 965. Njome je darovana razvalina burga Ruvin (iskvarenica od lat. ruinae = ruševina, razvala). Srušili su ga Slaveni. Ime prije razaranja nije poznato. Čini se da nije bio srušen do temelja, nego tek radi onesposobljavanja za obranu. Od imena Ruvin poslije nastaje njemačko ime Rauenstein = "Kosmati kamen", što se tumači obraslošću okoliša gustim raslinjem. Ime je poslije doslovno bilo prevedeno u Petra Pilosa.
Borbe za prevlast nad Istrom bile su česte pa je i Kostel Petrapiloas često mijenjao vlasnike, sve do 1208. godine. Akvilejski patrijarsi su tad svom vazalu Vulginiusu de Petrapilosi prepustili grad i njegovi potomci su ga imali sve do smrti posljednjeg člane ove znamenite velikaške obitelji Nikole Petrapilose 1352. godine, nakon čega opet upravljaju gradom akvilejski patrijarsi.
Za vjerske potrebe vojske i plemstva je tijekom 12. ili početkom 13. st. podignuta crkva sv. Marije Magdalene. Stanovništvo podgrađa se služilo obližnjom crkvom sv. Antuna Opata. U 13. stoljeću pripadao je grad akvilejskom patrijarhu. Za njegove vladavine je obnovljen 1285. godine. Poslije patrijarha potpao je pod Mletačku Republiku. Osvojila ga je u 15. stoljeću, kad je na njega poslala svog slavnog vojskovođu Taddea d'Estea. Kad je  Nicolò de Gravisi (iz Pirana) 1435. godine otkrio urotu protiv Mletačke Republike, dužd Francesco Foscari ga je nagradio 1440. posjedom Kostelom obliku trajne investiture tj. u "vječni feud". Castrum Petraepillosae dodijelio im je dukalom. Posjed je u vlasništvu obitelji Gravisi do 19. stoljeća, točnije do 1869. godine. Na početku 17. stoljeća je izgorio. Nije obnavljan, ali bez obzira na to se u njemu život nastavio do konca 18. stoljeća. Stalni stanovnici uglavnom su bili vojnici te povremeno i plemstvo. Kad je prestala ljudska nastanjenost unutar kaštela prestala je i djelovati tvrđavna crkve sv. Marije Magdalene, te je posljednja služba u njoj održana 1793. godine.
Danas je ruševan, ali je među najbolje očuvanim gotičkim dvorcima u Istri. Drugi je po veličini na istarskom poluotoku i od njega je veći samo pazinski. Zanimljivost Kostela je najstariji istarski zahod od kamena.

## Osobine
Predstavljao je građevinsku cjelinu prije svega fortifikacijske namjene, sa stalnom posadom i stanovništvom. Malo se znade o Kosmatom gradu u razdoblju infeudacije od 8. do 11. st. Može se pretpostaviti čemu je sve služio po osobini istarskih kaštela tog vremena. Tada većina feudalaca nije trajno boravila na svom posjedu, pa burgove (kaštele) koje su podignuli ili primili u leno skupa s posjedom istovremeno su bili fortifikacije, skladišta hrane i sudišta. U ranom srednjem vijeku istarski kašteli strukturom su podudarni sa sličnim građevinama po Europi, osobito s onima u sjevernoj Italiji, Austriji i Bavarskoj. Sastoji su se od utvrđene kule (donjona), dvora, kućišta (palas), gospodarskih građevina (štale, skladišta, šterne) te pristupnih fortifikacija (predstraže, opkopi). 
Sa zapadne strane je glavni ulaz. Iz glavnog ulaza put vodi ka glavnoj kuli, čija je namjena bila djelimice stambena. Zaštitu kuli činila su dva obrambena zida. Sa sjevera i zapada tvorili su dva dvorišta, koja su bila povezana drugim ulazom uz sjeverozapadni ugao kule. Ka istoku se prolazom kroz treća vrata dolazilo se do crkvice sv. Marije Magdalene. Iz vanjskog dvorišta se stubištem penjalo do glavne zgrade za stanovanje u sklopu kaštela.
Branič-kula je najbolje očuvana građevina u kompleksu i nalazi se na vrhu manje kamene litice, na krajnjem zapadnom uglu gradske jezgre, i iznad ostalih ostataka utvrde izdiže se nekoliko metara. Zidovi su bili široki 2 m na jugu i istoku te do 4 m na ostalim stranama pa se čini da je bila samo za obranu. Visoka je dvadeset metara, na tri kata, a tlocrt je nepravilni peterokut. Gradska jezgra je na hrbatu brježuljka i prevladava kompeksom. Vanjski pojas utvrda okružuje jezgru sa zapada, sjevera i juga. Utvrda prati konfiguraciju terena pa je izdužena u smjeru istok - zapad. Najbolje očuvana cjelina u kompleksu je zatvorena gradska jezgra koja je bila smještena odmah do ulaza. Peterokutna je tlocrta. U nju se ulazilo kroz manja vrata koja su bila na istočnom dijelu zida. Dodatna zaštita vrata je manji obrambeni zid. Unutarnje dvorište od jezgre prostiralo se cijelom istočnom polovicom. Velika palača (palas) bila je na zapadnoj polovici i imala je četiri etaže. Vanjsko stubište i drveni trijemovi povezivali su katove. Sjeveroistočni dio dvorišta udomio je zgradu koju je nekad natkrivao dugi dvostriješni krov.